# Машо Бргуљан
Мато Бргуљан Машо (Шкаљари, код Котора, 26. јул 1911 — Купрес, 13. август 1942), политички комесар чете у Четвртој црногорској пролетерској бригади и народни херој Југославије.

## Биографија
Рођен је 26. јула 1911. године у селу Шкаљари, код Котора. После завршетка основне школе, због недостатка средстава није наставио школовање, већ је остао у родном селу и помагао родитељима у пољопеивредним пословима.
Од ране младости активно је учествовао у радничким друштвима и литерарним секцијама, где се упозна са омладинцима, који га упућују на револуционарну социјалну литературу. Док је чувао стоку, читао је светске класике: Толстоја, Достојевског, Чехова, Тургењева, затим Горког, Лондона, Гетеа, Шилера и друге, што му је проширило опште образовање.
Као омладинац, учествобао је у свим акцијама партијске и скојевске организације. Године 1933. примљен је за члана СКОЈ-а, а 1935. и за члана Комунистичке партије Југославије. Читајући и слушајући о Совјетском Савезу, осећао је велику жељу да оде у земљу Октобарске револуције и Лењина, али му то, и поред два покушаја, није успело. Његову политичку активност уочила је полиција, па га је веома често хапсила и прогањала.
Као веома опасног комуниста, заједно с другим истакнутим комунистима и родољубима Боке, полиција га, по налогу владе Цветковић-Мачек, почетком јануара 1941. године, спровела у концентрациони логор у Смедеревској Паланци, где је остао до 27. марта, када је логор распуштен. У данима капитулације Краљевине Југославије налазио се у родном крају, где је одмах, с осталим комунистима, предузео мере за прикупљање оружја.
У данима припрема за устанак, иако у строгој илегалности, Машо се истакао у организовању војних десетина, у раду с омладином и организационо-политичкој активности. Када је, 22. јуна 1941. године, Немачка напала СССР, Машо и остали познати комунисти из которског краја прешли су у потпуну илегалност, још више се ангажујући у непосредним припремама за устанак. Иако у току Тринаестојулског устанка, на територији Котора није било оружаних борби, Машо је с осталим члановима Партије обилазио села и засеоке, одржавајући састанке и конференције.
Када се, крајем 1941. године, формирао Приморски партизански батаљон, Машо је одређен за политичког комесара Которско-приморске чете. Као политички комесар чете, стално је у био у покрету: мобилисао је нове људе, обилазио терен, држао конференције, провлачио се кроз непријатељске редове, организовао посела и састанке, а чета постаје средиште гдје се одвија веома интензиван политичко-пропагандни рад за борце и околна села и засеоке на обронцима Ловћена.
Када су, 25. марта 1942. године, јаке италијанске снаге кренуле на ослобођену територију према Грбљу, Побовима, дошло је до велике борбе на брду Паштровница, изнад Побова. Ту је Машова чета, са свега 25 бораца (остали су били по терену), дочекала комплетан батаљон Италијана, и с њим водила борбу од јутра до касно поподне. Машо се у тој борби посебно истакао и био тешко рањен.
После повлачења партизанских снага из Црне Горе, јуна 1942. године, с групом бораца своје чете, ступио је у текформирану Четврту пролетерску црногорску бригаду, у којој је обављао дужност политичког комесара чете. Заједно са бригадом учествовао је у многим борбама током похода у Босанску крајину. Погинуо је, у ноћи 13/14. август 1942. године, приликом партизанског напада на Купрес.
За народног хероја проглашен је 10. јула 1953. године.